# Liste der Naturschutzgebiete im Landkreis Oder-Spree
Im Brandenburger Landkreis Oder-Spree gibt es 43 Naturschutzgebiete (Stand Februar 2017).
| Name des Gebietes                      | Bild           | Kennung | WDPA   | Landkreis / Stadt                                                      | Beschreibung / Bemerkungen | Standort | Fläche in Hektar | Datum der Verordnung |
| -------------------------------------- | -------------- | ------- | ------ | ---------------------------------------------------------------------- | -------------------------- | -------- | ---------------- | -------------------- |
| Alte Spreemündung                      |                | 1249    | 14414  | Landkreis Oder-Spree                                                   |                            | Position | 108,06           | 16.05.1990           |
| Beerenbusch                            |                | 1178    | 162357 | Landkreis Oder-Spree                                                   |                            | Position | 66,98            | 19.10.1967           |
| Binnendüne Waltersberge                | weitere Bilder | 1203    | 162421 | Landkreis Oder-Spree                                                   |                            | Position | 13,66            | 16.05.1990           |
| Buschschleuse                          |                | 1556    | 318273 | Landkreis Oder-Spree                                                   |                            | Position | 1239,62          | 11.11.1999           |
| Dammühlenfließniederung                |                | 1452    | 318279 | Landkreis Dahme-Spreewald, Landkreis Oder-Spree                        |                            | Position | 79,13            | 29.10.1998           |
| Friedländer Tal                        | weitere Bilder | 1457    | 318415 | Landkreis Oder-Spree                                                   |                            | Position | 104,02           | 29.05.1998           |
| Glieningmoor                           | weitere Bilder | 1183    | 163262 | Landkreis Oder-Spree                                                   |                            | Position | 150,71           | 16.05.1990           |
| Groß Schauener Seenkette               |                | 1437    | 318463 | Landkreis Oder-Spree                                                   |                            | Position | 1904,36          | 27.04.2000           |
| Große Göhlenze und Fichtengrund        |                | 1264    | 14417  | Landkreis Oder-Spree                                                   |                            | Position | 267,8            | 16.05.1990           |
| Großes Fürstenwalder Stadtluch         | weitere Bilder | 1181    | 163371 | Landkreis Oder-Spree                                                   |                            | Position | 88,02            | 16.05.1990           |
| Kanalwiesen Wendisch Rietz             |                | 1441    | 318629 | Landkreis Oder-Spree                                                   |                            | Position | 106,63           | 18.03.2003           |
| Karauschsee                            |                | 1212    | 164024 | Landkreis Oder-Spree                                                   |                            | Position | 35,63            | 10.10.1981           |
| Kersdorfer See                         | weitere Bilder | 1613    | 389612 | Landkreis Oder-Spree                                                   |                            | Position | 199,06           | 28.08.2009           |
| Klautzkesee und Waldmoore mit Kobbelke |                | 1414    | 164170 | Landkreis Oder-Spree                                                   |                            | Position | 382,45           | 25.06.2004           |
| Kleiner Griesensee                     |                | 1216    | 164122 | Landkreis Oder-Spree                                                   |                            | Position | 24,33            | 29.08.1937           |
| Laie-Langes Luch                       |                | 1419    | 318705 | Landkreis Oder-Spree                                                   |                            | Position | 88,11            | 12.03.2003           |
| Linowsee-Dutzendsee                    | weitere Bilder | 1222    | 164469 | Landkreis Dahme-Spreewald, Landkreis Oder-Spree                        |                            | Position | 60               | 10.10.1995           |
| Löcknitztal                            | weitere Bilder | 1157    | 164498 | Landkreis Oder-Spree                                                   |                            | Position | 499,84           | 01.05.1984           |
| Luchwiesen                             | weitere Bilder | 1205    | 16788  | Landkreis Oder-Spree                                                   |                            | Position | 104,11           | 16.05.1990           |
| Mahlheide                              |                | 1217    | 164543 | Landkreis Oder-Spree                                                   |                            | Position | 33,38            | 16.05.1990           |
| Milaseen                               | weitere Bilder | 1230    | 164622 | Landkreis Oder-Spree                                                   |                            | Position | 116,39           | 17.09.2003           |
| Mittlere Oder                          |                | 1410    | 329522 | Stadt Frankfurt (Oder), Landkreis Oder-Spree                           |                            | Position | 1444,19          | 16.06.2004           |
| Neubrück                               |                | 1511    | 164785 | Landkreis Oder-Spree                                                   |                            | Position | 7,94             | 01.05.1961           |
| Oberes Demnitztal                      |                | 1219    | 164874 | Landkreis Oder-Spree                                                   |                            | Position | 87,42            | 10.10.1981           |
| Oder-Neiße                             |                | 1416    | 329559 | Landkreis Oder-Spree, Landkreis Spree-Neiße                            |                            | Position | 594,81           | 16.06.2004           |
| Pohlitzer Mühlenfließ                  |                | 1413    | 378342 | Landkreis Oder-Spree                                                   |                            | Position | 90,65            | 06.05.2006           |
| Rehagen                                | weitere Bilder | 1510    | 165123 | Landkreis Oder-Spree                                                   |                            | Position | 28,03            | 01.05.1961           |
| Reicherskreuzer Heide und Schwansee    | weitere Bilder | 1418    | 165130 | Landkreis Dahme-Spreewald, Landkreis Oder-Spree, Landkreis Spree-Neiße |                            | Position | 2809,03          | 09.12.1995           |
| Schlaubetal                            | weitere Bilder | 1229    | 165404 | Landkreis Oder-Spree                                                   |                            | Position | 1501,67          | 01.05.2002           |
| Schwarzberge und Spreenierung          |                | 1209    | 165495 | Landkreis Oder-Spree                                                   |                            | Position | 694,45           | 03.06.2003           |
| Schwenower Forst                       |                | 1541    | 329624 | Landkreis Oder-Spree                                                   |                            | Position | 745,7            | 09.10.2004           |
| Spreebögen bei Briescht                | weitere Bilder | 1447    | 319129 | Landkreis Oder-Spree                                                   |                            | Position | 110,38           | 27.08.2002           |
| Spreewiesen südlich Beeskow            | weitere Bilder | 1451    | 319130 | Landkreis Oder-Spree                                                   |                            | Position | 486,63           | 03.06.2003           |
| Storkower Kanal                        | weitere Bilder | 1202    | 329658 | Landkreis Dahme-Spreewald, Landkreis Oder-Spree                        |                            | Position | 96,19            | 16.06.2004           |
| Swatzke- und Skabyberge                |                | 1537    | 319189 | Landkreis Oder-Spree                                                   |                            | Position | 459,04           | 19.11.1999           |
| Teufelssee                             | weitere Bilder | 1228    | 165870 | Landkreis Oder-Spree                                                   |                            | Position | 54,74            | 01.05.1961           |
| Trautzke-Seen und Moore                |                | 1417    | 319221 | Landkreis Oder-Spree                                                   |                            | Position | 68,35            | 31.05.2002           |
| Triebschsee                            | weitere Bilder | 1186    | 165947 | Landkreis Oder-Spree                                                   |                            | Position | 46,72            | 16.05.1990           |
| Trockenhänge Lawitz                    |                | 1415    | 319226 | Landkreis Oder-Spree                                                   |                            | Position | 35,16            | 18.12.2003           |
| Uferwiesen bei Niewisch                |                | 1453    | 319233 | Landkreis Dahme-Spreewald, Landkreis Oder-Spree                        |                            | Position | 5,36             | 19.11.1999           |
| Unteres Schlaubetal                    |                | 1409    | 319246 | Landkreis Oder-Spree                                                   |                            | Position | 362,41           | 04.04.2003           |
| Urwald Fünfeichen                      | weitere Bilder | 1227    | 166040 | Landkreis Oder-Spree                                                   |                            | Position | 8,65             | 01.05.1961           |
| Wernsdorfer See                        | weitere Bilder | 1176    | 14411  | Landkreis Dahme-Spreewald, Landkreis Oder-Spree                        |                            | Position | 139,22           | 19.10.1967           |